# Chiltonorchestia sarasini
Chiltonorchestia sarasini is een vlokreeftensoort uit de familie van de Talitridae. De wetenschappelijke naam van de soort is voor het eerst geldig gepubliceerd in 1915 door Chevreux.